# Дікгузен-Фарштедт
Дікгузен-Фарштедт (нім. Diekhusen-Fahrstedt) — громада в Німеччині, розташована в землі Шлезвіг-Гольштейн. Входить до складу району Дітмаршен. Складова частина об'єднання громад Марне-Нордзе.
Площа — 7,46 км2. Населення становить 688 ос. (станом на 31 грудня 2020).

## Галерея

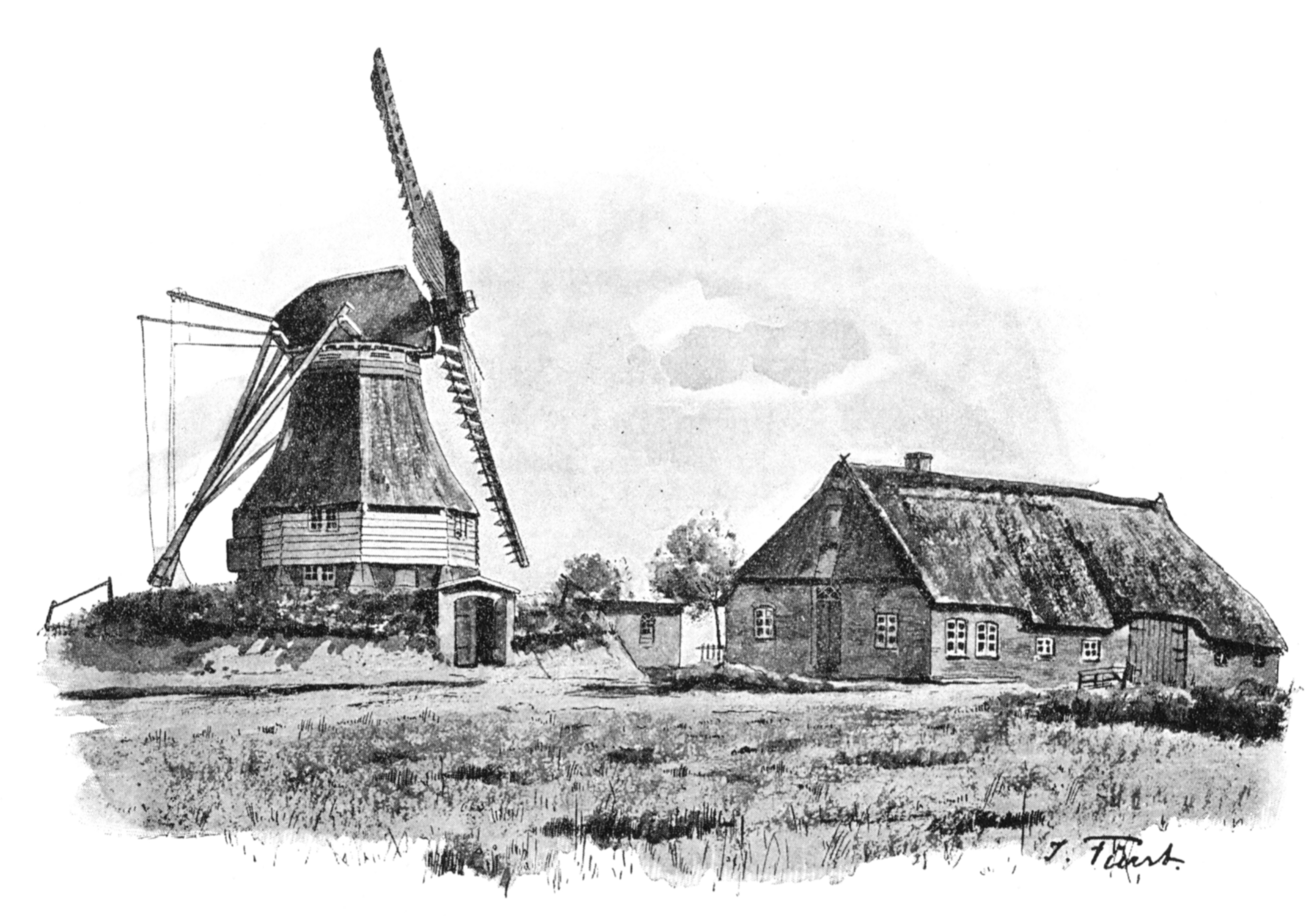